# 닥터 후의 무산된 에피소드 목록
영국의 SF 드라마 《닥터 후》는 오랜 방영 기간을 자랑하는 만큼, 제작이 계획되었다가 여러 가지 이유로 무산된 에피소드도 다수 존재한다. 이 목록에서는 전문 작가들이 각본을 집필하고, BBC에서 제작에 나서고자 하였으나 모종의 사유로 제작되지 못한 사례들을 정리한다. 제작이 무산된 사실은 닥터 후 전문지인 《닥터 후 매거진》의 특집 기사나 관련 간행물, 서적 등을 통해 대부분 밝혀진 바 있다.
제작이 무산된 에피소드라는 것은 어느 한 닥터의 등장 기간에 한할 것 없이 1대 닥터부터 13대 닥터까지 전부 해당되는 이야기이다. 특히 1963년부터 1989년까지 이른바 올닥 시절에는 다양한 사유로 제작이 무산되기 일쑤였는데, 4대 닥터 시절 〈Shada〉는 촬영 도중 파업 사태로 인해 기존 제작분을 쓰지 못하고 방영이 취소되었다. 또 마스터가 등장하기로 계획됐던 〈The Final Game〉은 배우 로저 델가도의 사망으로 제작이 취소되었다. 1985년과 1989년 두 차례의 드라마 휴방 결정이 내려질 때에도 기존에 계획되어 있던 시즌이 취소되면서 날리게 된 시리얼이 존재한다.
무산된 에피소드의 줄거리 역시 다양하다. 여성이 지배하는 문명을 주제로 한 줄거리를 〈The Hidden Planet〉, 〈The Prison in Space〉라는 이름으로 각각 두 차례씩 제작을 계획한 바 있었으나 결국 둘 다 취소되었다. 무산된 에피소드 속의 줄거리 요소를 다른 에피소드에서 차용한 경우, 아예 다른 에피소드로 바꿔 다루게 된 경우도 있는데 5대 닥터의 동행자인 비즐러 털로프는 〈Song of the Space Whale〉에서 처음 등장할 예정이었으나, 해당 에피소드는 취소되고 대신 나중에 〈Mawdryn Undead〉란 에피소드에서 다뤄지게 되었다.
이렇게 제작이 무산된 에피소드의 경우, 다른 매체를 통해 각색되어 볼 수 있게 된 사례도 있다. 〈Shada〉의 경우 남아있던 제작분에 나머지 이야기를 복원시키는 방식으로 공개되었으며, 빅 피니시의 오디오극으로도 각색되었다. 특히 이 빅 피니시의 오디오 드라마 시리즈인 《Doctor Who: The Lost Stories》에서는 제작이 무산된 이야기들만 따로 모아 오디오극으로 부활시킨 사례다.
본 목록에서는 90년대 드라마 부활 시도와 2005년 뉴 시즌 이후의 사례들만 정리하여 소개한다. 1963년부터 1989년까지 올드 시즌의 사례들은 영어판을 참고.

## 8대 닥터

### 90년대 미국판 리부트 드라마
1989년 휴방 결정 이래 드라마를 부활시키고자 하는 BBC의 노력은 90년대 내내 이어져, 1996년 TV 영화와 8대 닥터의 소개로 결실을 맺었다. 하지만 TV 영화 제작에 앞서 유니버셜 텔레비전과 앰블린 엔터테인먼트에서 드라마 기획안을 써서 제작 검토에 들어간 적이 있다. 이 기획안은 작가 존 리클리의 파일럿 에피소드 및 정규 시리즈의 각본을 중점적으로 소개하고 있으며, 기존 시리즈를 이어나가는 이야기가 아니라 처음부터 리부트시키고, 기존 시리즈의 설정과 스토리를 다수 가져오는 방안이었다. 정황상 제작비는 BBC에서 지원했을 가능성이 높았기에, BBC 측에서 해당 기획안에서 제시된 이야기들을 전부 승인했을지는 명확하지 않다.
파일럿 에피소드의 경우 반인간 반 타임로드인 닥터가 아버지 율리시스를 찾는다는 설정으로, 오늘날의 갈리프레이, 세계 대전 당시 대공습을 겪는 잉글랜드, 고대 이집트, 스카로 행성 등 다양한 시공간을 다닌다는 줄거리이다.  작중 갈리프레이는 보루사가 죽고 타디스와 동화되어 있으며, 마스터는 타임 로드의 우두머리로 등극해 있다. 닥터가 해적 블랙비어드와 힘을 합치는 내용의 〈The Pirates〉라는 에피소드도 있었으며, 특히 올드 시즌의 에피소드를 다수 리메이크하려는 것이 특징이었다.
- 〈The Talons of Weng-Chiang〉- 미국 뉴욕시를 배경으로 했다.[3]
- 〈Earthshock〉- '사이브스' (Cybs)라는 종족을 소개하는데 사이버맨을 따온 것으로 추정된다.[3]
- 〈Horror of Fang Rock〉[3]
- 〈The Celestial Toymaker〉- 토이메이커가 마스터의 지시를 따르는 것으로 바뀌었다.[4]
- 〈Don't Shoot, I'm the Doctor〉- 〈The Gunfighters〉의 줄거리에서 좀 더 역사적 고증을 살려 리메이크한 줄거리였다.[5][6]
- 〈Tomb of the Cybs〉- 〈The Tomb of the Cybermen〉의 리메이크로, 마스터에 의해 사이브스가 깨어난다는 줄거리였다.[6]
- 〈The Yeti〉- 〈The Abominable Snowmen〉의 리메이크로, 달라이 라마와 에드먼드 힐러리가 등장한다.[6]
- 〈The Ark in Space〉[6]

기획안 초본에서는 다음과 같은 에피소드도 담겼다.
- 〈The Cybs〉 - 화성을 배경으로 한 이야기로, 닥터가 금광에 숨어서 잡혀 있다 탈출한다는 줄거리였다.[6]
- 〈The Sea Devils〉의 리메이크판 - 루이지애나의 유전을 무대로 삼았다.[6]
- 〈The Outcasts〉 - 사이브스가 갈리프레이의 소외 계층을 공격한다는 내용으로, 〈The Invasion of Time〉과 흡사하다.[6]
- 〈The Land of Fear〉- 〈The Reign of Terror〉과 〈The Claws of Axos〉를 합친 줄거리였다.[7]
- 〈The Dæmons〉의 리메이크판 - 매사추세츠주 세일럼을 무대로 삼았다.[7]
- 〈Shada〉의 완전판 - 로마나가 처음 출연하며, 로마나의 삼촌으로 크로노티스 교수가 등장한다.[7]

1994년 9월 존 리클리는 닥터 후 리부트 작업에서 손을 뗐다. 앰블린 사나 다른 제작사들이 리클리의 각본에 만족하지 못했던 것으로 추정된다.

## 9대 닥터
2005년 시즌 1의 9대 닥터 시기 동안 제작이 무산된 에피소드이다.

### 제목 미정의 스토리 (폴 애벗 작)
시리즈 1의 11화는 원래 폴 애벗이 각본을 맡도록 되어 있었다. 캡틴 잭 하크니스가 9대 닥터, 로즈 타일러와 재회한 가운데 소외감을 느낀 로즈. 서기 79년 로마의 폼페이로 여행을 떠난 와중, 잭 하크니스는 사실 닥터가 완벽한 동행자를 만들기 위한 실험으로 로즈의 인생을 뒤바꿔 놨다는 사실을 알아차린다는 줄거리였다. 당시 폴 애벗은 《셰임리스》 등 다른 작품의 각본 작업에 집중하느라 《닥터 후》에 신경쓸 여념이 없었던 관계로 결국 에피소드 각본 작업에서 물러났다. 이에 프로듀서 러셀 T 데이비스가 해당 에피소드의 각본을 덩달아 맡게 되었고, 그 결과 탄생한 에피소드가 "Boom Town"이다. 폼페이를 무대로 한다는 구상은 훗날 시즌 4의 "The Fires of Pompeii"에서 실현된다.

### 〈미스터 샌드맨〉
마크 게이티스가 각본을 맡은 에피소드로, 노래 속에 숨어 살아가는 외계 인격체를 주제로 그 멜로디를 들은 사람은 얼굴 없는 생명체로 바뀌어 버린다는 설정을 담고 있었다. 이 같은 설정은 시즌 1에서는 실현되지 못하고, 시즌 2의 "The Idiot's Lantern"로 실현되었으며, 훗날 "Sleep No More"에서도 비슷한 이야기를 따랐다. 참고로 두 에피소드 모두 마크 게이티스가 각본을 맡았다.

## 10대 닥터
2006년 시즌 2부터 2009년 연말 스페셜까지의 10대 닥터 시기 동안 제작이 무산된 에피소드이다.

### 빅토리아 여왕 에피소드
2006년 시즌 2 제작 당시 러셀 T 데이비스는 빅토리아 여왕의 눈 속에 사는 외계 곤충에 관한 에피소드를 기획했다. 하지만 이후 토치우드 기관과 늑대인간 외계 생명체로 소재가 바뀌었고, 그렇게 만들어진 에피소드가 바로 "Tooth and Claw"이다.

### 〈닥터 후와 초록 기사〉
"Doctor Who and Green Knight" (닥터 후와 초록 기사)라는 제목의 이 에피소드는 1920년대를 배경으로 스티븐 프라이가 각본을 맡은 에피소드였다. 시즌 1 방영 직후 BBC 홈페이지에 관련 루머가 게시된 바 있었으며, 예정대로라면 시즌 2의 11화가 될 계획이었다. 10대 닥터를 맡은 배우 데이비드 테넌트의 비디오 일기에 따르면, 시즌 2 제작 당시 진행된 초안 대본리딩 현장에 스티븐 프라이도 참석하긴 했으나, 그 시점에서도 프라이의 각본은 제작 여부가 아직 논의 중이었다고 한다.
하지만 해당 에피소드는 결국 예산의 한계로 시즌 3으로 넘겨 제작하기로 결정되었으며, 시즌 2 11화는 그림 괴물과 런던 올림픽을 주제로 한 에피소드인 "Fear Her"가 되었다. 그러나 이후에도 스티븐 프라이는 드라마 《킹덤》의 각본을 맡게 되었던 관계로, 기존 각본 내 로즈 타일러를 마사 존스로 바꿔서 다시 집필할 시간이 없어 폐기되고 말았다. 스티븐 프라이는 "제작진이 드라마를 맡아달라고 했고 나도 노력했지만 시간을 다 써버리는 바람에, 데이비스에게 "죄송하지만 못 하겠습니다"는 불쌍한 편지를 적어 보냈다"고 당시 상황을 밝히고 있다.
한편 해당 에피소드가 시즌 3으로 넘어감에 따라 11화 자리가 비게 되자, 러셀 T 데이비스는 이야기를 하나 더 "할애하면" 어떨까 하는 생각을 했다고 한다. 이 당시의 기획에 따르면 아름다움을 추출하는 법을 발견한 악당 외계인이 스스로의 행성을 소비해 잿빛 풍경으로 바꿔버린다는 내용을 다룰 예정이었다고 전한다. 하지만 각본을 누가 맡았는지, 지금의 "Fear Her"와 비슷한 설정인 것으로 보아 그 줄거리의 초안에 해당된 설정인 것인지는 밝혀진 바가 없다. 결국 러셀의 계획은 매튜 그레이엄의 각본으로 대체되어 "Fear Her"로 제작되었다.

### 〈100년의 집〉
2007년 시즌 3에는 "Century House" (100년의 집)이라는 에피소드가 기획되어 있었다. 톰 맥리가 각본을 맡은 이 에피소드는 '동행자 부재' (companion-lite) 에피소드로, 닥터가 《모스트 헌티드》라는 생방송 심령 프로그램에 출연해, '레드위도우' (Red Widow)라는 악령이 씌인 집을 조사하고, 마사 존스는 집에서 그것을 시청한다는 액자 구조식 이야기였다. 시즌 제작 일정에 맞지 않아 시즌 4로 넘어갔고, 도나 노블과 어머니 실비아가 집에서 시청한다는 이야기로 각본이 바뀌었다. 하지만 시놉시스에 대한 제작진 내 불만의 목소리와, 같은 시즌 내 코믹한 에피소드가 두 개씩이나 있는 것은 부적절하다고 판단되어 제작이 무산되었다. 해당 에피소드가 맡았던 시즌 4 10화는 러셀이 각본을 맡은 "Midnight"로 대체됐다. 이후 닥터 후 오디오 드라마 〈No Place〉에서 설정이 확대되어 소재로 쓰였다.

### 시즌 4 1화
2008년 시즌 4 1화 "Partners in Crime"은 원래 도시를 거대한 유리그릇으로 덮는다는 소재가 쓰일 예정이었다. 하지만 각본을 맡은 러셀 T 데이비스는 해당 설정까지 넣으면 이야기가 넘칠 것이라 보았고 또 의도했던 분위기도 아닐 것이라는 생각에 해당 설정을 폐기했다고 한다. 러셀은 자신의 저서 〈The Writer's Tale〉에서 해당 아이디어가 《심슨 더 무비》에서 비슷하게 쓰이는 것을 보고 그 설정을 폐기해서 다행이었다는 소감을 남기고 있다.

### 〈자살 전시회〉
"The Suicide Exhibition"이라는 제목의 이 에피소드는 시즌 4의 한 에피소드로 마크 게이티스가 각본을 맡아 제작될 예정이었다. 제2차 세계 대전 와중에 나치의 특공대가 괴생명체로 넘쳐나는 런던의 자연사박물관을 점거했는데, 박물관 지하에 비밀의 방이 있었다는 식의 줄거리였다. 하지만 해당 에피소드는 "The Fires of Pompeii"로 대체되었고, 폐기된 에피소드 줄거리 속 일부 설정은 시즌 5 에피소드 "The Big Bang"에서 스티븐 모팻이 활용하게 된다.

### 2008년 크리스마스 스페셜
2008년 크리스마스 특집 에피소드 기획 당시, 크리스마스 이브날 외계 생명체가 작가 J.K. 롤링에게 달라붙고, 작가의 상상에 따라 현실세계가 마법세계로 바뀌어 버린다는 설정이 담겼다. 닥터는 마녀와 마법사들과 맞서 싸워 롤링에게 접근, 세계를 바로잡기 위해 나선다는 이야기였다.

### 〈한겨울 이야기〉
"A Midwinter's Tale"이라는 제목의 에피소드로, 가족을 따라 호텔에 가게 된 할머니가, 가족들이 너무 싫어 사라져 버렸으면 좋겠다는 소원을 빌었다가, 정말로 가족이 사라지면서 호텔에 갇히게 되고, 닥터가 엘리베이터를 타고 등장하면서 벌어지는 이야기를 담고 있었다. 러셀 T 데이비스가 구상한 아이디어로 2009년 크리스마스 스페셜 에피소드로 활용할 전망이었다. 러셀에 따르면 할머니 역에는 헬렌 미런을 캐스팅하는 방안을 세우고 있었다고 한다. 러셀은 해당 에피소드의 각본을 필 포드에게 맡겼고, 필은 줄거리 내에 외계인을 등장시켜 버킹엄 궁전까지 추격전을 하는 소재를 추가했다. 하지만 이후 러셀은 '화성의 크리스마스'라는 스토리를 제작 진행하기로 결정했고, 그렇게 발전한 것이 "The Waters of Mars" (화성의 물)이 되었다고 한다.

### 10대 닥터의 마지막 에피소드
러셀 T 데이비스가 10대 닥터 (데이비드 테넌트)의 최후를 담은 특집 에피소드를 처음 기획할 당시 스토리 흐름이 지금과는 달랐다. 우선 2010년 시즌 5 방영 개시에 즈음하여 부활절에 방송될 계획이었으며, 분량도 1부에 불과했다. 당시 기획된 줄거리는 닥터가 망가진 우주선에서 구조를 기다리는 외계인 가족, '프로스테틱스 패밀리' (The Prostetix Family)와 만나고, 가족을 살리기 위해 자신의 목숨을 바친다는 이야기였다. 러셀은 해당 줄거리와 더불어 마스터가 부활한다는 줄거리, 즉 지금의 〈The End of Time〉에 해당되는 줄거리를 제인 트랜터와 줄리 가드너에게 전달해 둘 중에 어느 것을 제작할지 선택하기로 했고, 결론적으로 후자의 줄거리가 채택되었다. 다만 프로스테틱스 패밀리라는 등장인물은 본편 내에서도 아이디어가 유지되었으며, 이름만 각각 빈보치, 애덤스, 로시터로 바뀌었다.

## 11대 닥터

### 제목 미정의 스토리 (그레이엄 작)
2010년 시즌 5에서 매튜 그레이엄이 각본을 맡은 에피소드가 제작될 예정이었는데, 어느 늙은이의 집과 등대가 사실은 우주선이었다는 설정의 이야기였다. 그러나 그레이엄의 미국 여행과 《애시스 투 애시스》 제작 참여로 인해 스크립트 단계로 나아가지 못하고 구상으로만 남게 되었다.

### 제목 미정의 스토리 (셰어맨 작)
라디오 드라마 각본가로 활동중인 로버트 셰어맨도 2010년 시즌 5 제작 당시 스티븐 모펏으로부터 에피소드 각본 집필을 부탁받았다고 인터뷰에서 밝힌 바 있다. 리딩회에도 참석했으나 '이야기를 도저히 잘 써내려갈 자신이 없다'며 제작현장에서 나왔다고 밝혔다.

### 〈닥터에게 죽음을〉
"Death to the Doctor"라는 제목의 이 에피소드는 2010년 시즌 5 제작 당시 개러스 로버츠가 각본을 맡은 에피소드로, 스트롬이라는 이름의 망신당한 손타란 군인이 등장하는 이야기였다. 앞서 두 작가의 스토리보다는 진전되어 초안 단계에 이르렀으나 폐기되었고, 개러스 로버츠는 닥터가 하숙집에 들어간다는 내용의 "The Lodger"라는 완전히 다른 스토리를 집필하게 된다. 그러나 스트롬이라는 등장인물의 아이디어 자체는 시즌 6 "A Good Man Goes to War"에서 첫등장한 스트랙스 장군이라는 손타란 캐릭터로 재활용되었으며 이후 조연 캐릭터로 변모하였다.

### 〈사랑과 전쟁〉
모펏으로부터 시즌 5 각본 참여 제의를 받은 또다른 작가로 폴 코넬이 있었다. 여기서 모펏은 1992년 폴 코넬이 쓴 버진 뉴 어드벤처 소설 <Love and War>를 영상화하는 것이 어떻겠냐는 아이디어를 제시했다. 실제 제작으로 이어지지는 못했으나 해당 소설은 2012년 빅 피니시에서 오디오극으로 제작하였다.

### 〈두려움 그 자체〉
"Fear Itself"라는 제목의 에피소드로 폴 코넬의 닥터후 단편 소설 〈The Hopes and Fears of All the Years〉 (온 세월의 희망과 두려움)을 원작으로 하고 있다. 이 단편소설은 닥터가 한 어린 소년의 생명을 구할 운명이라는 예감에 따라, 어른이 될 때까지 매년 크리스마스날마다 그 소년을 찾아간다는 내용을 담고 있으며, 일찍이 2007년 데일리 텔레그라프의 보도로 드라마화 가능성이 제기되던 작품 중 하나였다.
해당 소설이 실제 제작 논의에 들어간 것은 2010년 크리스마스 스페셜을 앞두고서였는데, 결과적으로 코넬 대신 스티븐 모펏이 각본을 맡았고 제목도 "A Christmas Carol"이 되었다. 해당 에피소드에서 코넬의 소설과 비슷한 설정이 소개되면서 폴 코넬 본인이 유감 입장을 표명하고, 닥터가 소년을 찾아가는 날을 크리스마스날에서 생일날로 바꾸기로 결정했다. 당시 폴 코넬이 쓴 각본 초안은 여섯 편에 달했는데, 작중 무대가 두 차례의 세계 대전을 비롯해 여러 시간대를 한 에피소드에 담는 것이 예산상 무리라는 이유로 제작이 곤란해지게 되었다. 이후 제작진은 해당 아이디어가 시즌 6에서 실현될 수 있기를 희망했으나 수포로 돌아가고 말았다.

## 같이 보기
- 닥터 후의 에피소드 목록
  - 닥터 후의 보조 에피소드 목록
  - 닥터 후의 소실된 에피소드 목록
- 닥터 후의 역사